# An die Freude (Film)
An die Freude (Originaltitel: Till glädje) ist ein in Schwarzweiß gedrehtes schwedisches Filmdrama von Ingmar Bergman aus dem Jahr 1950.

## Handlung
Während einer Orchesterprobe erhält der Violinist Stig einen Anruf: Seine Frau Marta ist bei der Explosion eines Campingkochers ums Leben gekommen, eines seiner beiden Kinder wurde dabei schwer verletzt. Von Trauer überwältigt, erinnert sich Stig an die bewegte Geschichte ihrer Ehe.
Sieben Jahre zuvor: Stig und Marta sind die neuen Musiker im Orchester von Helsingborg, geleitet vom Dirigenten Sönderby. Die beiden verlieben sich ineinander und heiraten, obwohl Marta noch unter dem Eindruck einer gescheiterten ersten Ehe steht und Stig an seiner Freiheit festhält. Marta bekommt Zwillinge und pausiert von der Orchestertätigkeit. Stigs ehrgeizige Pläne, Soloviolinist zu werden, scheitern; verbittert lässt er seine Frustration an Marta aus und beginnt eine Affäre mit Nelly, der Frau des zynischen Intellektuellen Mikael. Nach einem Gewaltausbruch Stigs zieht Marta mit den Kindern zu ihrer Großmutter. Angewidert von dem zerstörerischen Hass zwischen Nelly und Mikael beendet Stig seine Affäre und nimmt wieder Kontakt mit Marta auf. Nach einem längeren Briefwechsel treffen sich die beiden und beschließen, einen Neuanfang zu versuchen. Kurz nach der Aussöhnung kommt es zu Martas tödlichem Unfall.
Obwohl Sönderby Stig anbietet, sich eine Auszeit zu nehmen, besteht dieser darauf, seine Arbeit fortzusetzen. Während einer Probe des vierten Satzes aus Ludwig van Beethovens 9. Sinfonie ziehen vor Stigs Auge noch einmal Bilder aus der gemeinsamen Zeit mit Marta vorüber.

## Hintergrund

### Produktion und Filmstart
An die Freude entstand zwischen Mitte Juli und Anfang September 1949 in den Råsunda Film Studios in Filmstaden, Solna, sowie in Helsingborg und in Arild, Skåne län. Wegen einer von Produktionsstopps und Streiks begleiteten Krise des schwedischen Films startete An die Freude erst am 1. Oktober 1951 in den Kinos. In der BRD lief der Film am 18. Oktober 1951 an, am 26. März 1963 wurde er erstmals im ostdeutschen DFF ausgestrahlt.

### Position in Bergmans Werk
Wie bereits in Durst (1949) verarbeitete Bergman in An die Freude seine zerbrechende zweite Ehe mit Ellen Lundström.
Der von Bergman geschätzte Stummfilmregisseur Victor Sjöström, der hier als Orchesterleiter auftritt, spielte später die Hauptrolle in Bergmans Wilde Erdbeeren (1957). In einer kleinen Rolle ist Erland Josephson zu sehen, einer von Bergmans Stammschauspielern und regelmäßiger Hauptdarsteller ab den späten 1960er Jahren.
Bergman bezeichnete An die Freude rückblickend als „hoffnungslos holprig“ und Martas Tod als „melodramatisch“. In einer früheren Drehbuchfassung trennt sich das Ehepaar, und Marta nimmt das Angebot eines anderen Orchesters an.

## Rezeption
An die Freude wurde in der schwedischen Presse hart angegriffen, darunter auch von Harry Schein, einem der späteren Mitinitiatoren des Schwedischen Filminstituts. Dagegen bescheinigte das Svenska Dagbladet Bergman dasselbe rare Talent für das Schreiben von Dialogen wie August Strindberg.
Das Lexikon des internationalen Films urteilte: „Genau beobachtender Film über die Höhen und Tiefen einer menschlichen Beziehung, der sich durch pointierte Dialoge und eine wirkungsvolle Fotografie auszeichnet.“